# Dicranomyia imperturbata
Dicranomyia imperturbata är en tvåvingeart som först beskrevs av Alexander 1951.  Dicranomyia imperturbata ingår i släktet Dicranomyia och familjen småharkrankar.
Artens utbredningsområde är Guatemala. Inga underarter finns listade i Catalogue of Life.